# Saint-Félix (Charente Marítim)
Saint-Félix és un municipi francès situat al departament del Charente Marítim i a la regió de la Nova Aquitània. L'any 2007 tenia 289 habitants.

## Demografia

### Població
El 2007 la població de fet de Saint-Félix era de 289 persones. Hi havia 128 famílies de les quals 40 eren unipersonals (24 homes vivint sols i 16 dones vivint soles), 48 parelles sense fills, 32 parelles amb fills i 8 famílies monoparentals amb fills.
La població ha evolucionat segons el següent gràfic:
Habitants censats

### Habitatges
El 2007 hi havia 155 habitatges, 129 eren l'habitatge principal de la família, 15 eren segones residències i 11 estaven desocupats. Tots els 153 habitatges eren cases. Dels 129 habitatges principals, 99 estaven ocupats pels seus propietaris, 24 estaven llogats i ocupats pels llogaters i 6 estaven cedits a títol gratuït; 1 tenia una cambra, 9 en tenien dues, 25 en tenien tres, 29 en tenien quatre i 65 en tenien cinc o més. 121 habitatges disposaven pel capbaix d'una plaça de pàrquing. A 56 habitatges hi havia un automòbil i a 51 n'hi havia dos o més.

### Piràmide de població
La piràmide de població per edats i sexe el 2009 era:
| Homes | Edats   | Dones |
| ----- | ------- | ----- |
| 0     | 95 o +  | 0     |
| 0     | 90 a 94 | 4     |
| 4     | 85 a 89 | 8     |
| 0     | 80 a 84 | 0     |
| 8     | 75 a 79 | 12    |
| 20    | 70 a 74 | 0     |
| 12    | 65 a 69 | 8     |
| 8     | 60 a 64 | 12    |
| 0     | 55 a 59 | 4     |
| 12    | 50 a 54 | 8     |
| 4     | 45 a 49 | 8     |
| 8     | 40 a 44 | 4     |
| 12    | 35 a 39 | 8     |
| 12    | 30 a 34 | 12    |
| 8     | 25 a 29 | 12    |
| 8     | 20 a 24 | 4     |
| 8     | 15 a 19 | 12    |
| 16    | 10 a 14 | 0     |
| 12    | 5 a 9   | 4     |
| 12    | 0 a 4   | 0     |

## Economia
El 2007 la població en edat de treballar era de 166 persones, 126 eren actives i 40 eren inactives. De les 126 persones actives 110 estaven ocupades (63 homes i 47 dones) i 16 estaven aturades (8 homes i 8 dones). De les 40 persones inactives 11 estaven jubilades, 14 estaven estudiant i 15 estaven classificades com a «altres inactius».

### Ingressos
El 2009 a Saint-Félix hi havia 133 unitats fiscals que integraven 293 persones, la mediana anual d'ingressos fiscals per persona era de 13.829 €.

### Activitats econòmiques
Dels 11 establiments que hi havia el 2007, 3 eren d'empreses de construcció, 2 d'empreses de comerç i reparació d'automòbils, 2 d'empreses de transport, 2 d'empreses d'hostatgeria i restauració i 2 d'empreses de serveis.
Dels 3 establiments de servei als particulars que hi havia el 2009, 1 era un guixaire pintor, 1 fusteria i 1 restaurant.
Dels 2 establiments comercials que hi havia el 2009, 1 era una botiga de menys de 120 m² i 1 una botiga d'equipament de la llar.
L'any 2000 a Saint-Félix hi havia 11 explotacions agrícoles que ocupaven un total de 854 hectàrees.

## Poblacions més properes
El següent diagrama mostra les poblacions més properes.